# Casa de Gorizia
Casa de Gorizia (ai cărei membrii erau numiți și Meinhardini sau Conți de Gorizia; în germană Grafen von Görz, în italiană Conti di Gorizia, în slovenă Goriški grofje) a fost o dinastie conducătoare de origine bavareză, care deținea inițial regiunea numită Gorizia și care a preluat ulterior comitatul Tirol. Casa de Gorizia se număra în Evul Mediu printre cele mai importante case nobiliare din regiunea alpină sudică. Numele provine de la reședința principală a familiei Castelul Gorizia (aflat astăzi în Italia, la granița cu Slovenia).

## Originea
Dinastia își are originile probabil în dinastia Siegharding - o dinastie franconiană renană care își avea originea în regiunea Kraichgau⁠(d) (astăzi Baden-Würtenberg) și care în secolul al X-lea a domnit în Chiemgau⁠(d) care aparținea ducatului Bavaria. Un membru al familiei Sieghardinger numit Meginhard (sau Meinhard, d. 1090) apare în documentele vremii ca fiind conte în ținutul bavarez din Pustertal. Urmașul acestui Meinhard, contele Meinhard I de Gorizia și fratele său Engelbert, contele palatin al Bavariei, au fost probabil fiii săi. Dinastia a apărut pentru prima dată în regiunea Lienz și în secolul al XI-lea a primit funcția de „ advocatus” (în germană Vogt) în cetatea Gorizia (în germană: Görz) din Patriarhia de Aquileia.

## Evoluția
Conții de Gorizia, au preluat ca foști deținători ai feudei familiei Eppenstein, steagul feudal „roșu-alb-roșu” de la care provine scutul austriac. Ei au avut inițial funcția de „advocatus” (în germană: Vogt) în Patriarhia de Aquileia. Fiind susținători fermi ai împăraților romano-germani în conflictele acestora cu papalitatea, au atins apogeul puterii (între anii 1280 și 1310) în urma Bătăliei de pe Marchfeld, când au controlat cea mai mare parte a teritoriilor care aparțin astăzi Sloveniei, vestul și sud-vestul Austriei precum și nord-estul Italiei.
Membrii familiei au condus, printre altele, Regatul Boemiei, Margrafiatul Moraviei, Ducatul Carintia (1286–1335) și Marca de Craina, Comitatul Gorizia (1130–1500), Comitatul Princiar Tirol (1253–1363) și Peninsula Istria, precum și Patriarhia Aquileia. Unul dintre ei a fost regele titular al Regatului Poloniei. În 1500 dinastia a dispărut odată cu contele Leonard de Gorizia. Domeniile rămase au fost moștenite ulterior de Maximilian I de Habsburg.

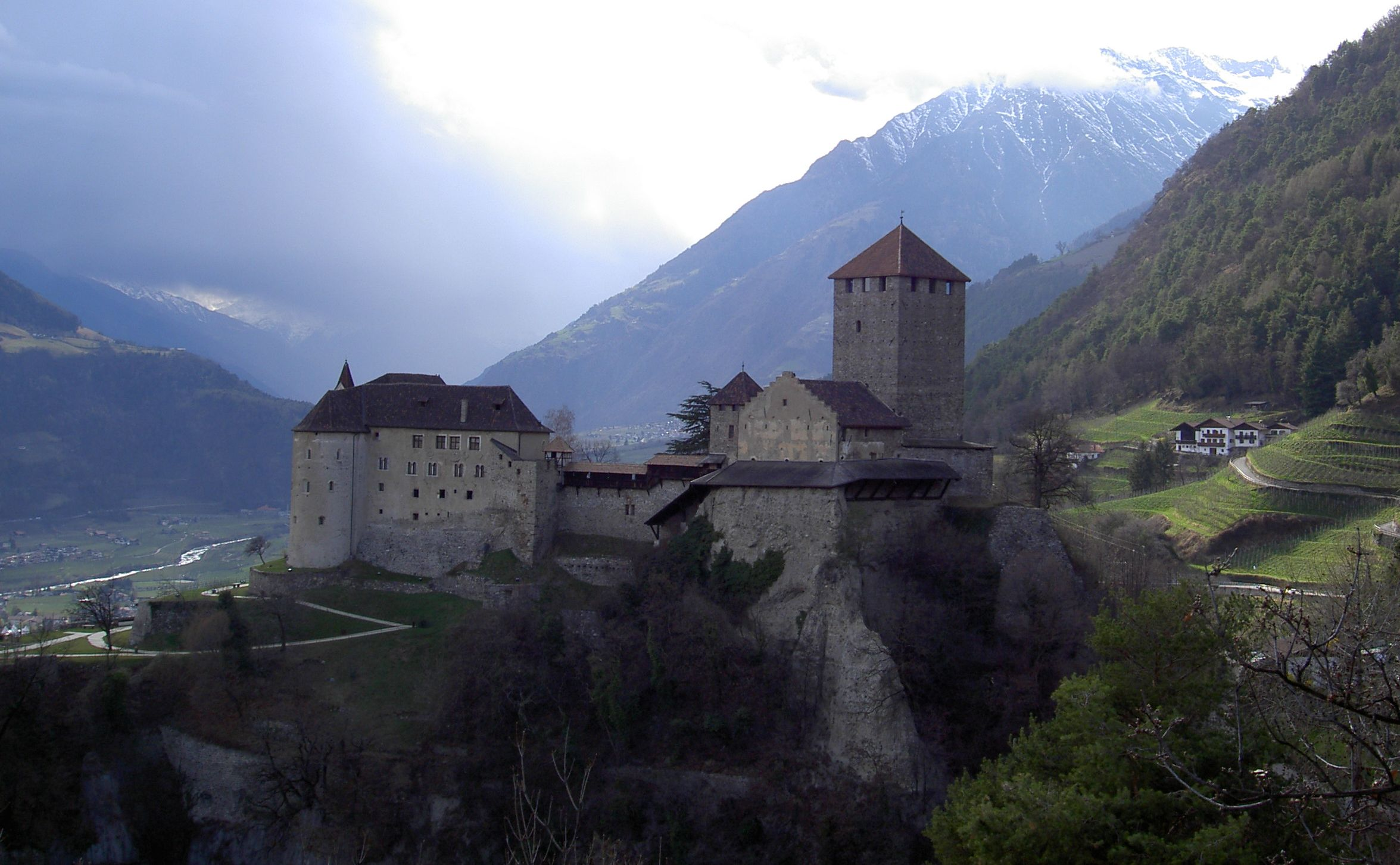
Castelul Tirol

Din 1253 dinastia a condus comitatul Tirol. În 1271 vastele posesiuni au fost împărțite. Ramura principală a familiei a păstrat Tirolul, recent dobândit, purtând titlul de conți de Gorizia-Tirol sau Linia meinhardină după numele lui Meinhard al II-lea. Ramura cadetă cunoscută sub numele de conți de Gorizia sau Linia Albertină, după numele fratelui mai mic al lui Meinhard, Albert, a preluat posesiunile din comitatul Gorizia, Valea Puster, precum și titlul de conți palatini de Carintia (împreună cu domeniile de pe valea superioară a râului Drava).

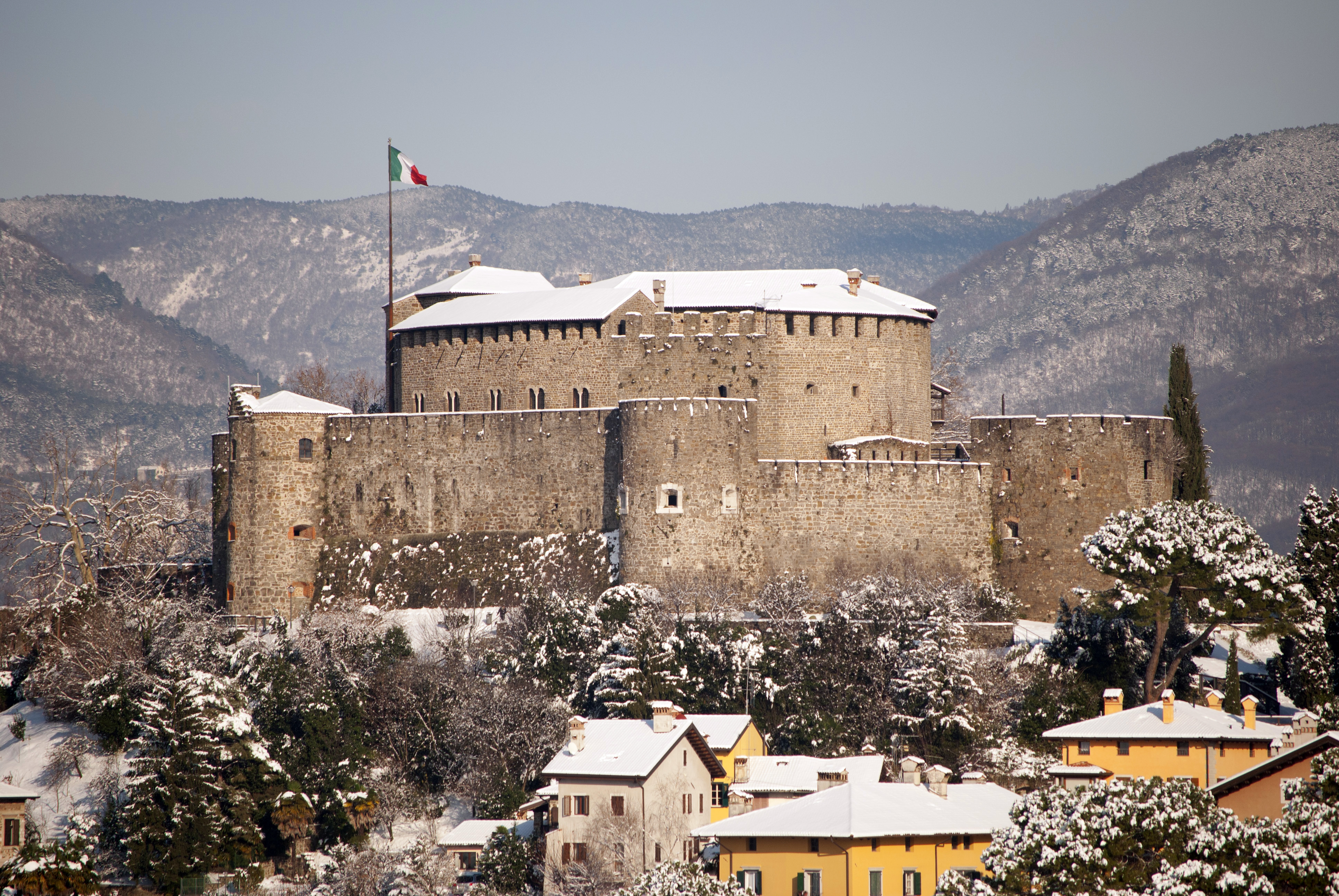
Castelul Gorizia

Ambele linii ale familiei au participat la coaliția împotriva regelui Ottokar II al Boemiei din Casa Přemyslid fiind de partea regelui Rudolf I de Habsburg. După înfrângerea lui Ottokar al II-lea în Bătălia de pe Marchfeld, conților de Gorizia li s-au acordat vaste teritorii. În 1286, cei aparținând liniei Gorizia-Tirol au devenit duci de Carintia și margrafi de Craina și au preluat stăpânirea de facto în Savinia⁠(d), în timp ce Liniei Albertine i s-a acordat cea mai mare parte a Mărcii Vindica (situată în Slovenia de astăzi) și a comitatului Craina Albă. În 1306 și apoi între 1307 și 1310, Henric de Carintia, duce de Gorizia-Tirol a fost rege al Boemiei și a deținut titlul de rege titular al Regatului Poloniei, datorită căsătoriei sale cu Anna Přemyslovna, moștenitoarea dinastiei Přemyslid. Deoarece Henric nu a avut moștenitori de sex masculin, linia Gorizia-Tirol a dispărut în 1369 la moartea fiicei sale, Margareta, iar teritoriile au fost moștenite în 1363 de Rudolf al IV-lea din Casa de Habsburg.
Linia Albertină a domnit în ținuturile comitatului Gorizia, în Valea Puster și în vestul Carintiei (care cuprindea teritoriul Tirolului de Est de astăzi) până în anul 1500, când ultimul conte al familiei, Leonard de Gorizia a murit fără a lăsa vreun moștenitor. Domeniile rămase au fost moștenite de Casa de Habsburg.

### Conții de Gorizia-Tirol (Linia Meinhardinӑ)

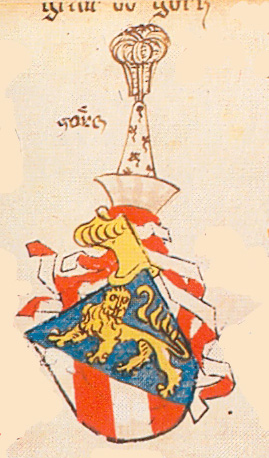
Stema contilor de Gorizia (Ingeram Codex al arhiducelui Albert al VI-lea al Austriei, 1459)

Tirolul era deja la începutul Evului Mediu o regiune foarte importantă deoarece avea trecătorile montane cele mai joase din Alpii Central-Estici, folosite de Sfinții Împărați Romani pentru a ajunge în Regatul Italiei. Centrele puterii imperiale din Tirol au fost inițial două principate ecleziastice, Brixen (Bressanone) și Trient (Trento), înființate de împăratul Conrad al II-lea în 1027. Episcopii erau suveranii cetățenilor „semi-liberi” (ministerialis) și ai nobililor locali care construiseră numeroase castele în regiune, mai ales la sud de Pasul Brenner. Una dintre acele familii nobiliare erau conți ai Tirolului care își trăgeau numele de la Castelul Tirol aflat lângă Meran. Ascensiunea acestora ca administratori și judecători care exercitau puterea judiciară în numele și pentru prinții-episcopi de Trient și de Brixen, au preluat cu timpul „puterea seculară” (privitoare la administrația non-ecleziastică) a prinților ecleziaști din sudul Bavariei după îndepărtarea în 1180 a ducelui Henric Leul aparținând dinastiei Welfilor. Rezultatul faptului că au devenit conducători ai zonei este denumirea „Tirol”, care provine de la castelul ancestral al familiei.
Între 1253 și 1258, contele de Gorizia a preluat puterea în ținuturile tiroleze, deoarece Albert al III-lea, contele Tirolului, murise fără a avea moștenitori de sex masculin. În 1237 contele Meinhard al III-lea se căsătorise cu Adelaida, fiica acestui conte și astfel Meinhard a revendicat Tirolul drept moștenire. Fiul și succesorul acestuia, contele Meinhard al IV-lea (d. 1295) nu numai că a extins comitatul, ci l-a transformat într-un teritoriu omogen. De asemenea, el a creat o administrație care, după standardele timpului său, poate fi numită exemplară. Totuși, cele trei regiuni se aflau la mare distanță una de cealaltă pentru a fi conduse de un singur conte astfel încât comitatul a fost împărțit de două ori, în 1267 și 1271, când Meinhard al IV-lea a cedat comitatul Gorizia fratelui său mai mic Albert, rezultând astfel ramura cadetă a familiei cunoscută sub numele de conți de Gorizia sau Linia Albertină.
În 1286 Meinhard al II-lea a primit, de asemenea, stăpânirea Ducatului Carintia și Craina de la regele romano-german Rudolf I pentru sprijinul dat împotriva regelui Ottokar al II-lea al Boemiei. Fiul lui Meinhard, Henric, s-a căsătorit în 1306 cu Anna Přemyslovna, fiica cea mare a regelui Venceslau al II-lea al Boemiei, și în același an el a urcat pe tronul Boemiei după moartea neașteptată a cumnatului său, regele Venceslau al III-lea. Rudolf al III-lea, fiul regelui romano-german Albert I, a ridicat, de asemenea, pretenții la tronul Boemiei, însă pe termen lung ambii nu s-au impune împotriva contelui Ioan de Luxemburg, care a obținut tronul Boemiei în 1310. Descendenții lui Meinhard al IV-lea (conte al Tirolului sub numele Meinhard al II-lea) au condus Tirolul până în 1363 când a murit ultimul moștenitor, Meinhard al III-lea al Tirolului.

### Conții de Gorizia (Linia Albertinӑ)
Membrii liniei mai tinere au condus comitatul Gorizia care se întindea între Innichen și Lienz la nord până pe coasta Mării Adriatice la sud. Baza puterii Liniei Albertine din regiunea îndepărtată carstică era mult mai mică fiind redusă prin divizarea între diferiții conducători. Acesta este motivul pentru care revendicările moștenirii Albertinilor referitoare la Ducatul Carintiei și comitatul Tirol nu au fost satisfăcute. După moartea lui Henric al III-lea de Gorizia în 1323, aliatul lui Frederic cel Frumos în lupta împotriva lui Ludovic al IV-lea Bavarezul, care ocupase Treviso și Padova, existau patru comitate în Gorizia, de la Pustertal până la Istria. Deoarece Republica Venețiană amenința comitatul central Gorizia, conții și-au mutat reședința în Castelul Bruck de la Lienz, centrul comitatului anterior Gorizia, rămasă reședința lor principală până la extincția acestei linii, și care au devenit succesorii lor ca statthalter în Lienz după ce ultimul conte de Gorizia a murit în 1500.

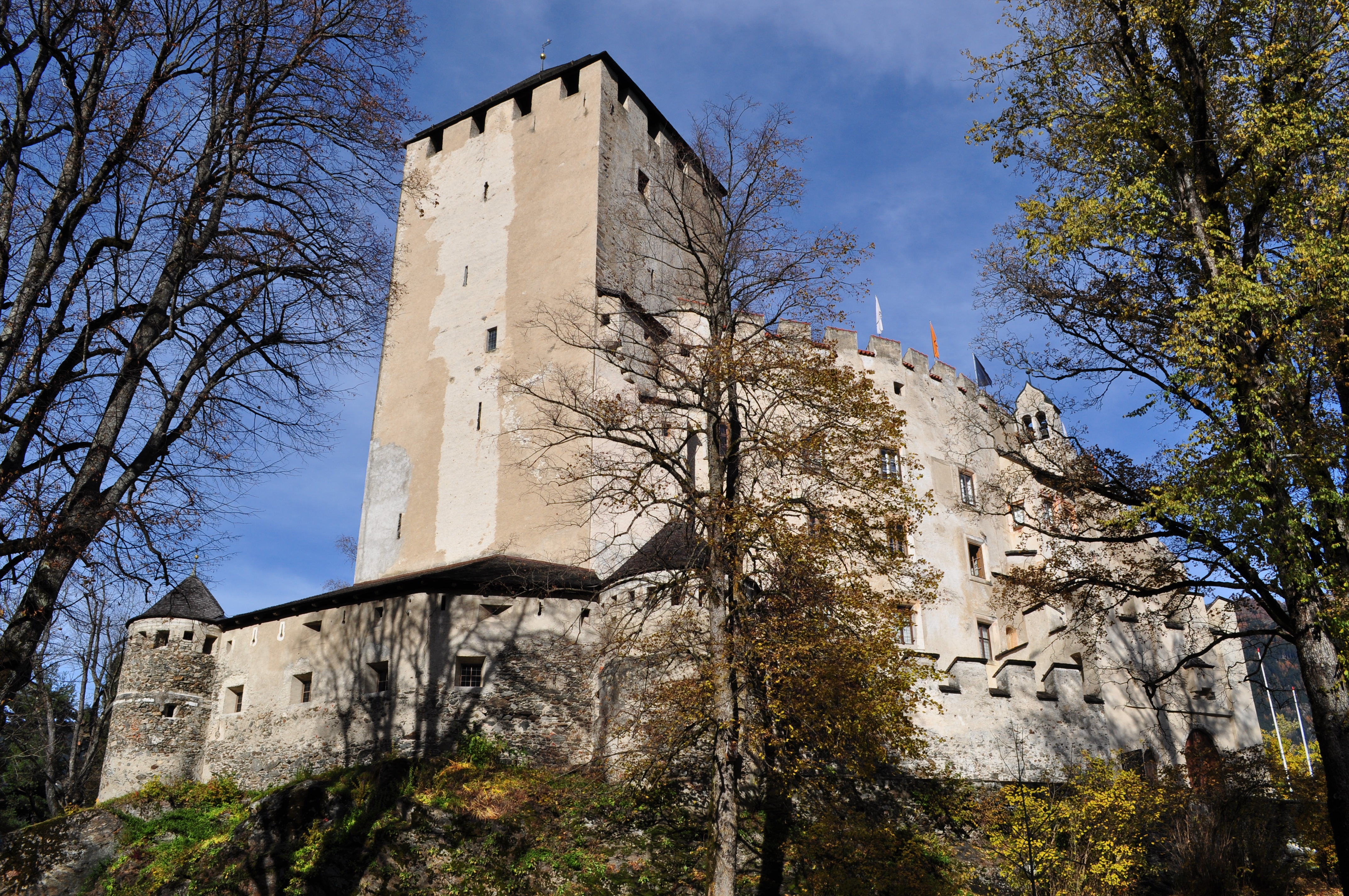
Castelul Bruck

## Declinul
Deoarece Henric de Carintia la moartea sa în 1335 nu a lăsat moștenitori de sex masculin, Casa de Habsburg a moștenit Carintia și Craina aparținând liniei Gorizia-Tirol. Habsburgii au deținut aceste teritorii până în 1918. Singura fiică supraviețuitoare a lui Henric de Carintia, Margareta „Maultasch” și soțul ei, Ioan Henric de Luxemburg au reușit să păstreze stăpânirea comitatului Tirol. În 1363, ea a cedat Tirolul ducelui Rudolf al IV-lea al Austriei după ce contele Meinhard I de Gorizia-Tirol (singurul fiu din a doua căsătorie a ei cu ducele Ludovic al V-lea de Bavaria) murise în acel an.
Conții Goriziei au îndeplinit funcția de „advocatus” în Patriarhia Aquileia. Ei sunt cei ce au emis prima monedă de aur germană numită „Zwainziger”. Linia Gorizia a dinastiei s-a stins în anul 1500, când ultimul moștenitor de sex masculin, contele Leonard de Gorizia a murit fără a avea urmași. O ramură aparentă sau nelegitimă a familiei Meinhardin a fost familia Von Graben.   După moartea lui Leonard de Gorizia, această familie a preluat guvernarea în Lienz. Familia olandeză De Graeff⁠(d) revendică, de asemenea, descendența din familia „von Graben”.

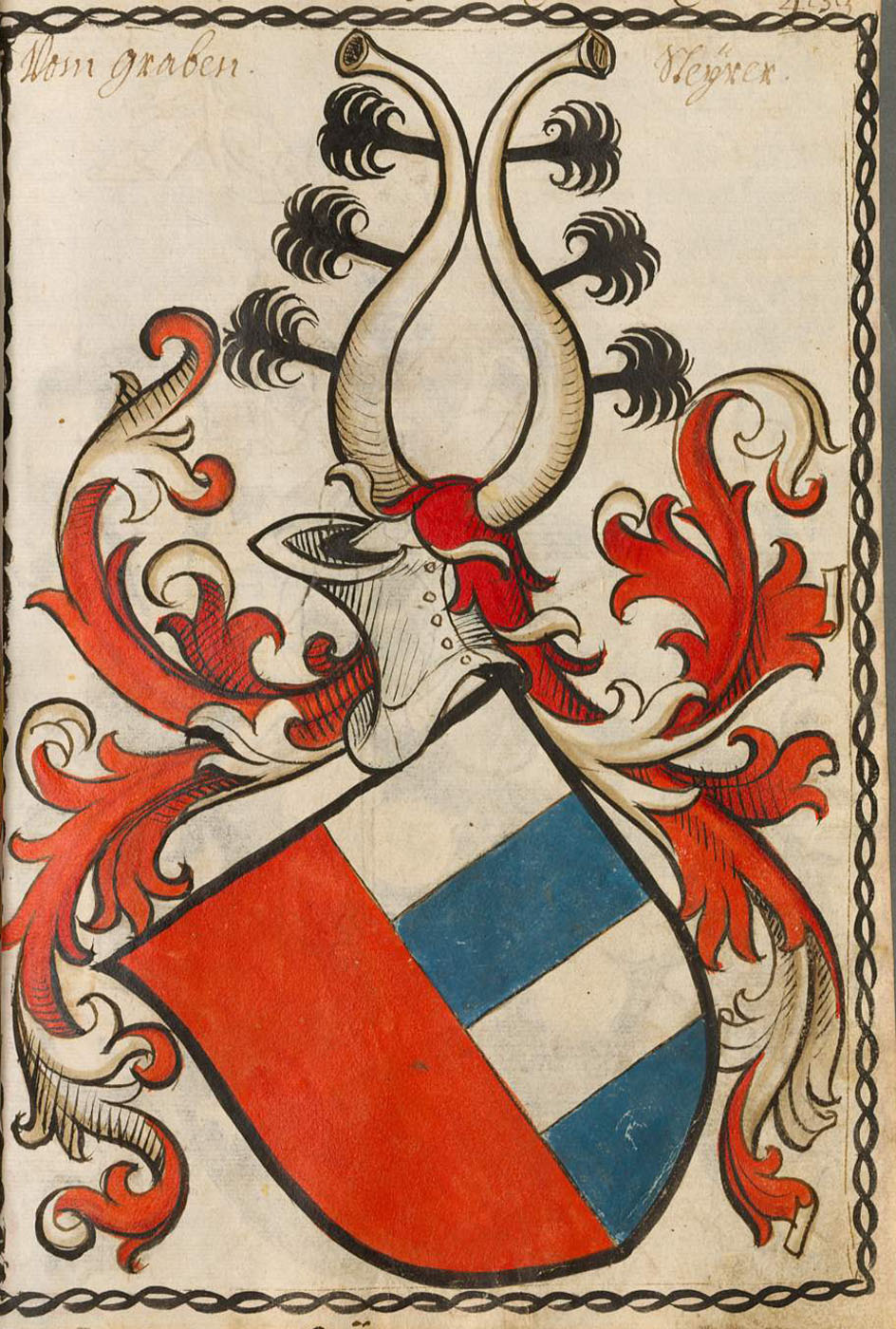
Stema familiei von Graben din Stein

Stema familiei De Graeff

## Conții din Casa de Gorizia

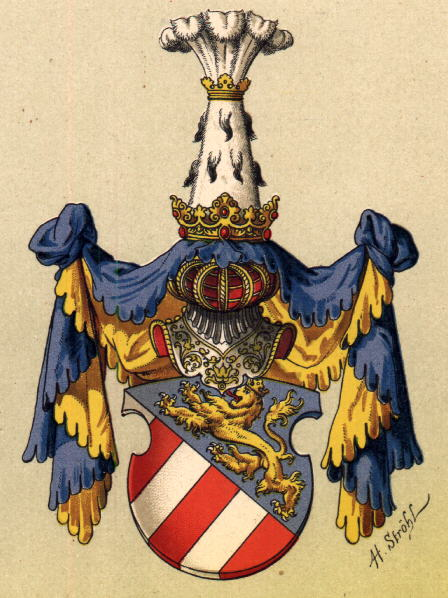
Stema Casei de Gorizia (1890)

- Marquard (conte în 1060–1074), advocatus (Vogt) în Aquileia
- Meginhard (d.c. 1090), din Casa Siegharding, conte de Puster
- Henric I (d. după 1102), advocatus în Aquileia din 1082          
  - Ulrich (d. 1122), frate
- Meinhard I (d. 1139/1142), descendență incertă, conte de Gorizia din 1117, împreună cu fratele său
  - Engelbert I (d. c. 1122), de asemenea conte palatin al Bavariei și advocatus al Abației Millstatt în Carintia
- Engelbert al II-lea (1142–1191), fiul lui Meinhard I, împreună cu fratele său
  - Henric al II-lea (1142–1150)
- Engelbert al III-lea (1191–1220), fiul lui Engelbert al II-lea, împreună cu fratele său
  - Meinhard al II-lea cel Bătrân (1191–1231)
- Meinhard al III-lea (1231–1253), fiul lui Engelbert al III-lea, care a moștenit Tirolul în 1253.

### Linia Gorizia-Tirol (Linia Meinhardină)
- Meinhard I (Meinhard al III-lea de Gorizia, 1253–1258)
- Meinhard al II-lea (1258–1295), fiul mai mare al lui Meinhard I, conte al Tirolului după împărțirea din 1271 și duce de Carintia din 1286
- Henric (1295–1335), fiul lui Meinhard al II-lea, conte al Tirolului și duce de Carintia, rege al Boemiei în 1306 și 1307–1310
  - Otto (1295–1310), frate, contele Tirolului și ducele Carintiei
- Margareta Maultasch, contesă a Tirolului (1335–1363), fiica lui Henric

Linia s-a stins și Tirolul a revenit Casei de Habsburg.

### Linia Gorizia (Linia Albertină)
- Albert I (1258–1304), fiul mai mic al lui Meinhard I de Gorizia-Tirol, a condus împreună cu fratele său Meinhard al II-lea până în 1271
- Albert al II-lea (1304–1325), fiul lui Albert I, împreună cu fratele său
  - Henric al III-lea (1304–1323) până la împărțirea din 1307, urmat de
- Ioan Henric al IV-lea (1323–1338), fiul lui Henric al III-lea
- Meinhard al VI-lea (1338–1385), fiul lui Albert al II-lea, conte din 1365, și frații săi
  - Albert al III-lea (1338–1374)
  - Henric al V-lea (1338–1362)
- Henric al VI-lea (1385–1454), fiul lui Meinhard al VI-lea, împreună cu fratele său
  - Ioan Meinhard al VII-lea (1385–1430)
- Leonard (1454–1500), fiul lui Henric al VI-lea, împreună cu frații săi
  - Ioan al II-lea (1454–1462)
  - Ludovic (1454 – 1457)

Linia s-a stins și posesiunile au revenit Casei de Habsburg, Gorizia fiind parte a Austriei Interioare din 1564 până în 1619, iar Lienz s-a unificat cu Tirolul.

### Alți membri ai familiei
- Elisabeta de Gorizia-Tirol (1262–1312), fiica lui Meinhard al IV-lea, regină-consoartă din 1298 prin căsătoria cu regele romano-germanAlbert I;
- Elisabeta de Carintia (1298 –1347), nepoata Elisabetei de Gorizia-Tirol, nepoata lui Meinhard al IV-lea de la fiul său Otto al III-lea, din 1337; regină-consoartă a Siciliei ca soție a regelui Petru al II-lea al Siciliei;
- Meinhard al V-lea (d. după 1318), fiul lui Henric al III-lea.[8]